# Skilanglauf-Far-East-Cup 2010/11
Der Skilanglauf-Far-East-Cup  2010/11 war eine von der FIS organisierte Wettkampfserie, die am 21. Dezember 2010 in Pyeongchang begann und am 7. Januar 2011  in Sapporo endete.  Die Gesamtwertung bei den Männern gewann Akira Lenting und bei den Frauen  Michiko Kashiwabara.

## Männer

### Resultate
| Datum             | Austragungsort  | Disziplin       | Sieger               | Zweiter              | Dritter         |
| ----------------- | --------------- | --------------- | -------------------- | -------------------- | --------------- |
| 21. Dezember 2010 | Alpensia Resort | 10 km klassisch | Akira Lenting        | Nobuhito Kashiwabara | Park Byung-joo  |
| 22. Dezember 2010 | Alpensia Resort | 15 km Freistil  | Nobuhito Kashiwabara | Akira Lenting        | Jung Eui-myung  |
| 26. Dezember 2010 | Otoineppu       | 10 km klassisch | Kōhei Shimizu        | Akira Lenting        | Takeshi Sakurai |
| 27. Dezember 2010 | Otoineppu       | 10 km Freistil  | Masaya Kimura        | Shōhei Honda         | Junichi Igawa   |
| 6. Januar 2011    | Sapporo         | 10 km klassisch | Kōhei Shimizu        | Yūichi Onda          | Nobu Naruse     |
| 7. Januar 2011    | Sapporo         | 10 km Freistil  | Nobu Naruse          | Masaya Kimura        | Kōhei Shimizu   |

### Gesamtwertung Männer
| Rang | Name                 | Punkte |
| ---- | -------------------- | ------ |
| 1    | Akira Lenting        | 386    |
| 2    | Kōhei Shimizu        | 286    |
| 3    | Masaya Kimura        | 256    |
| 4    | Nobu Naruse          | 255    |
| 5    | Nobuhito Kashiwabara | 231    |
| 6    | Junichi Igawa        | 195    |
| 7    | Shōhei Honda         | 183    |
| 8    | Shunsuke Komamura    | 140    |
| 9    | Hiroyuki Miyazawa    | 116    |
| 10   | Jung Eui-myung       | 105    |
| 10   | Park Byung-joo       | 105    |
| 12.  | Atsushi Shimizume    | 94     |
| 13.  | Tae-bok Ha           | 90     |
| 14.  | Takeshi Sakurai      | 82     |
| 15.  | Yūichi Onda          | 80     |

| Rang | Name               | Punkte |
| ---- | ------------------ | ------ |
| 16.  | Lee Jun-gil        | 76     |
| 17.  | Takeshi Koyama     | 74     |
| 18.  | Tomuya Tanaka      | 73     |
| 19.  | Takayuki Mochizuki | 70     |
| 20.  | Katsuhiro Oyama    | 68     |
| 21.  | Kim Jeong-min      | 65     |
| 22.  | Hwang Jun-ho       | 54     |
| 22.  | Park Seong-beom    | 54     |
| 24.  | Hiroshi Yamada     | 53     |
| 25.  | Choi Tea-soon      | 52     |
| 26.  | Im Yeul-gyu        | 50     |
| 27.  | Kim Jong-Min       | 49     |
| 28.  | Kentaro Ishikawa   | 48     |
| 28.  | Kim Hak-Jin        | 48     |
| 30.  | Masataka Satou     | 45     |

## Frauen

### Resultate
| Datum             | Austragungsort  | Disziplin      | Sieger              | Zweiter             | Dritter             |
| ----------------- | --------------- | -------------- | ------------------- | ------------------- | ------------------- |
| 21. Dezember 2010 | Alpensia Resort | 5 km klassisch | Lee Chae-won        | Naoko Omori         | Nam Seul-gi         |
| 22. Dezember 2010 | Alpensia Resort | 5 km Freistil  | Lee Chae-won        | Naoko Omori         | Nam Seul-gi         |
| 26. Dezember 2010 | Otoineppu       | 5 km klassisch | Michiko Kashiwabara | Chihiro Kasahara    | Sayuri Yaguchi      |
| 27. Dezember 2010 | Otoineppu       | 5 km Freistil  | Yuki Kobayashi      | Michiko Kashiwabara | Lee Chae-won        |
| 6. Januar 2011    | Sapporo         | 5 km klassisch | Michiko Kashiwabara | Nobuko Fukuda       | Chisa Ōbayashi      |
| 7. Januar 2011    | Sapporo         | 5 km Freistil  | Chisa Ōbayashi      | Yuki Kobayashi      | Michiko Kashiwabara |

### Gesamtwertung Frauen
| Rang | Name                | Punkte |
| ---- | ------------------- | ------ |
| 1    | Michiko Kashiwabara | 340    |
| 2    | Lee Chae-won        | 300    |
| 3    | Yuki Kobayashi      | 280    |
| 4    | Naoko Omori         | 263    |
| 5    | Chisa Ōbayashi      | 246    |
| 6    | Chihiro Kasahara    | 185    |
| 7    | Nobuko Fukuda       | 176    |
| 8    | Sayuri Yaguchi      | 173    |
| 9    | Risa Abe            | 158    |
| 10   | Nam Seul-gi         | 120    |
| 11   | Sari Furuya         | 102    |
| 12.  | Lee Eun-kyung       | 100    |
| 13.  | Yuki Sekiya         | 96     |
| 14.  | Choi Mun-Hee        | 85     |
| 14.  | Han Da-som          | 85     |
| 16.  | Satsuki Yamanaka    | 79     |
| 17.  | Ikumi Motoyama      | 77     |
| 18.  | Shin Ji-soo         | 72     |
| 19.  | You Ja-young        | 64     |

| Rang | Name               | Punkte |
| ---- | ------------------ | ------ |
| 20.  | Machiko Yanagidate | 61     |
| 21.  | Yuki Arai          | 60     |
| 22.  | Sumiko Ishigaki    | 59     |
| 23.  | Shino Hatanaka     | 58     |
| 24.  | Chika Suto         | 57     |
| 24.  | Chinatsu Takeda    | 57     |
| 26.  | Yuka Otsuka        | 56     |
| 27.  | Heo Su-ji          | 50     |
| 28.  | Cha I-re           | 48     |
| 29.  | Kang Woo-kyong     | 45     |
| 30.  | Akane Sugiyama     | 43     |
| 31.  | Shin Ha-Neul       | 42     |
| 32.  | Kim Bit-Na         | 40     |
| 32.  | Lee Ha-na          | 40     |
| 34.  | Asami Sato         | 37     |
| 35.  | Choe Shin-ae       | 31     |
| 35.  | Yuka Kobayashi     | 31     |
| 35.  | Yuki Matsudate     | 31     |
| 38.  | Sin Hu-Hee         | 29     |

| Rang | Name            | Punkte |
| ---- | --------------- | ------ |
| 39.  | Jung Eun-Hye    | 28     |
| 40.  | Kim Jeong-eun   | 27     |
| 41.  | Yuri Saito      | 26     |
| 42.  | Natsuki Daimaru | 25     |
| 43.  | Yuri Tanaka     | 23     |
| 44.  | Ikumi Yokogawa  | 22     |
| 45.  | Yui Shimodaira  | 19     |
| 45.  | Yukari Tanaka   | 19     |
| 47.  | Yu Kaisaka      | 15     |
| 48.  | Ju Hye-ri       | 13     |
| 49.  | Ayako Mukai     | 12     |
| 49.  | Kanae Shigeta   | 12     |
| 51.  | Maki Ohdaira    | 11     |
| 52.  | Kozue Takizawa  | 7      |
| 53.  | Miki Watanabe   | 6      |
| 54.  | Miri Takaseki   | 5      |
| 55.  | Marina Kondo    | 2      |
| 55.  | Sayaka Kurosawa | 2      |
| 57.  | Momoka Matsuda  | 1      |